# كلميمة
ݣلميمة مدينة مغربية تقع في إقليم الرشيدية بجهة درعة تافيلالت في الجنوب الشرقي للمغرب، على الطريق الرابطة بين تنغير والرشيدية. ويبلغ عدد سكانها 419 16 نسمة (إحصاء 2014).

## مدينة كلميمة
مدينة كلميمة تابعة إداريا لقيادة كلميمة وتنقسم إلى جماعتين قرويتين: جماعة غريس العلوي وجماعة غريس السفلي، وجماعة حضرية  في وسط المدينة،  وتعد حوضا كبيرا يحدها جبال الأطلس الكبير الشرقي شمالا وغربا، والأطلس الصغير جنوبا، ويحدها من الشمال الشرقي سهل غريس، الذي يوجد على ارتفاع 1000 متر عن مستوى سطح البحر. وهي محاطة بقصور  مبنية بالطين المركز، وهي مشيدة وسط غابات من النخيل والزيتون بالاضافة الى بعض الاشجار المثمرة في فدادين محاطة بالاسوار قديما تسمى اورتان جمع اورتي، في ملكية الساكنة أو الجماعات السلالية. يتخللها نظام ري دقيق بصبيب مائي كبير ينحدر من وادي غريس المنبثق من سلسلة جبال الأطلس الكبير، وهو نهر دائم الجريان طوال السنة، مدعم بخطارات جوفية في منبع يسمى تيفوناسين، مما يجعل واحة كولميمة لا تتاثر بشكل كبير بفترات الجفاف ونذرة التساقطات المطرية. وتعرف  قصور كلميمة او غريس قديما، بأسماء أهاليها وسلالاتها منها ما يزال آهلا بالسكان  كالقصور الكبيرة بشكل خاص، والتي خضعت لإعادة الترميم مثل قصر إكلميمن، ومنها ما تم هجره نهائيا إما هجرة إلى المدن أو إلى المركز الحضري للمدينة نفسها، أو هجرة إلى أبنية عصرية 
```
يتم تشييدها بالمناطق الجاورة للقصور.
[
6
]
```

تضم كلميمة منطقة مركزية واحدة هي بلدية كلميمة، وعدد مهم يبلغ حوالي 38 قصرا. ومن أهم القصور:   قصر كلميمة، قصر أيت كطو، قصر إغرغر، تغزة، واقة، اكوز، سيدي محمد اولحسن، حرت ،آيت يحيى اوعتمان، مكمان ،تيلوين ، خليل، توغزة 

## قصر كلميمة
إسمه الأصلي إكلميمن، ومنه اشتق اسم مدينة كلميمة بعد أن كانت تسمى بغريس نسبة إلى واد غريس، قصر يشهد على التاريخ العريق لكلميمة، اغلب سكانه من أيت مرغاد والمعتقين وبعض القادمين الجدد، لا يزال مأهولا بالسكان ، وقد خضع للترميم مؤخرا،  داخل القصر يوجد متحف جميل، وملاح قديم لليهود، يقام كل سنة كرنفال "يهود عاشوراء"، الدال على تعايش الناس وتسامح الديانات، فيزوره اليهود وباقي سكان المناطق المجاورة

## قصر أيت كطو
قصر أيت كطو هو واحد من القصور أو القصبات التي تحيط بمدينة كولميمة، إقليم الراشدية. وقد بني على مرحلتين، حيث تم توسيعه في المرحلة الثانية وأضيف له باب رئيسي آخر يدعم الباب الأول في نفس المدخل الوحيد للقصر، ويكون تحت حراسة بواب بدوام كامل. يفضي هذا الباب إلى تانصرت وتعني مكانا خاصا بعابري السبيل، وهم في أغلبهم تجار مقايضون يجلبون للقصر الحطب والملح واللفت والجزر مقابل التمر والقمح والشعير والذرة.
تتوسط القصر ساحة للحفلات (أرحبي نيسلان بالأمازيغية) وهي ساحة خاصة بالأعراس والحفلات وسهرات الفرجة. يجلب عموم السكان الماء من بئرين، أحدهما داخلي وقد أصبح حاليا ملكا للحبوس تابعا لمسجد القصر، وآخر خارجي. عند مدخل القصر. على اليسار توجد حضيرة تأوي عجلا صغيرا يكون في ملك الجماعة، يتغذى من نصيبه من البرسيم (الفصة) مما تجلبه نساء القصر من الحقول المجاورة إلى أن يكتمل نموه، تناط به وظيفة إخصاب أبقار الجماعة، ويذبح إما في مناسبة عيد المولد النبوي أو عيد الفطر ويوزع على أسر القصر.
وفي الداخل يتكون القصر من العلاوي (جمع لعلو) وهو مجموع الأزقة، كل زقاق منها يحمل اسما عائليا يجمع ذوي القربى، وكل منزل يتكون من طابق سفلي يخصص حضيرة للبهائم، وتجميع النفايات، ويخصص الطابق الموالي للسكن وينتهي بالسطح الذي يستغل لتجفيف التمور في وقت الجني، وللنوم ليلا في أوقات الحر. وكل هذه العمارة هي مشيدة بالتراب المركز ومسقوفة بالخشب بدون استعمال مسمار حديد.
تتعرض حاليا قصور المنطقة للإتلاف بعد خروج الأهالي منها لبناء منازل من الإسمنت والحديد في حقولهم المجاورة، والتي أصبحت مفخرة ورمزا لتحضرهم فغدا أغلب القصور في المنطقة أطلالا، انتزعت منها الأبواب الخشبية السميكة، ومنها ما زال أصحابها يستغلونها حضائر لبهائمهم

## قصر إغرغر
قصر إغرغر هو قصرٌ (قريةٌ محصنة) في المغرب، يقعُ في منطقة جهة درعة تافيلالت. بني هذا القصر بتقنية التربة المدكوكة، حيثُ استعمل فيه الطين. تبلغ مساحته 2.73 هكتار.

## مراجع

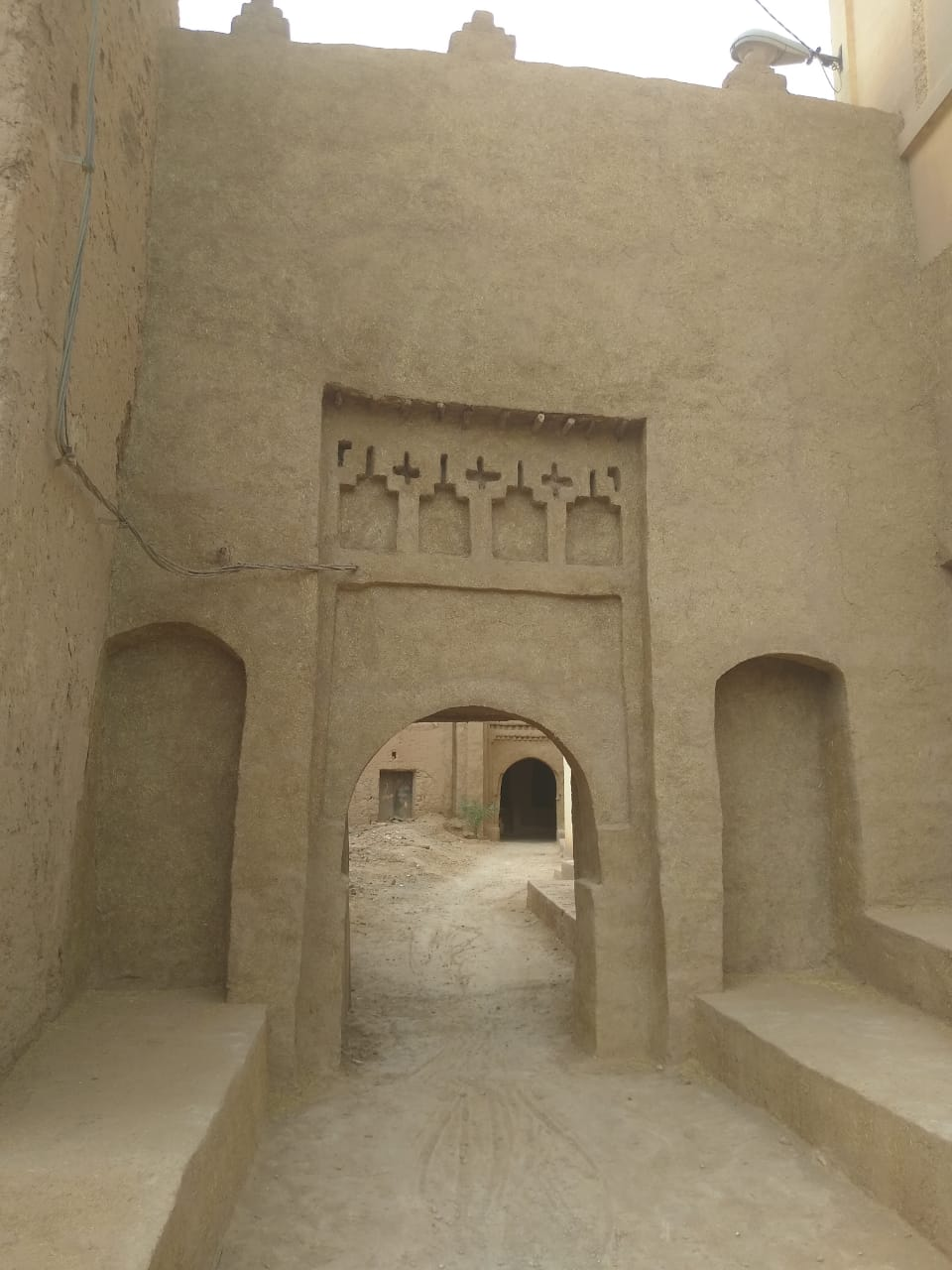
الباب الرئيسي لقصر أيت كطو

## أعلام
عبدالحميد صابري